# Peltodoris
Peltodoris is een geslacht van weekdieren uit de klasse van de Gastropoda (slakken).

## Soorten
- Peltodoris atromaculata Bergh, 1880
- Peltodoris aurea Eliot, 1903
- Peltodoris carolynae Mulliner & Sphon, 1974
- Peltodoris lancei Millen & Bertsch, 2000
- Peltodoris lippa Valdés, 2001
- Peltodoris mullineri Millen & Bertsch, 2000
- Peltodoris murrea (Abraham, 1877)
- Peltodoris nobilis (MacFarland, 1905)
- Peltodoris punctifera (Abraham, 1877)
- Peltodoris rosae Valdés & Bertsch, 2010
- Peltodoris rubra (Bergh, 1905)
- Peltodoris temarensis Edmunds, 2011